# El Limón, Ometepec
El Limón är en ort i Mexiko.   Den ligger i kommunen Ometepec och delstaten Guerrero, i den sydöstra delen av landet, 300 km söder om huvudstaden Mexico City. El Limón ligger 153 meter över havet och antalet invånare är 249.
Terrängen runt El Limón är kuperad åt nordost, men åt sydväst är den platt. Runt El Limón är det glesbefolkat, med 10 invånare per kvadratkilometer. Närmaste större samhälle är Ometepec, 6,6 km nordost om El Limón. Omgivningarna runt El Limón är en mosaik av jordbruksmark och naturlig växtlighet.